# تحت المظلة (فلم 1914)
تحت المظلة (بالإنجليزية: Between Showers)، يعرف أيضا (تشارلي والمظلة)، وهو فيلم كوميدي أمريكي صامت من عام 1914 بطولة تشارلي تشابلن تم إنتاجه في استوديوهات كيستون.

## طاقم التمثيل
- تشارلي تشابلن - المتأنق
- فورد ستيرلينج - المتأنق الغريم
- تشيستر كونكلين - شرطي
- إدوارد نولان - شرطي شهم
- إيما بيل كليفتون - سيدة في محنة
- سادي لامب - صديق شرطي السيدة

## روابط خارجية
- مقالات تستعمل روابط فنية بلا صلة مع ويكي بيانات